# Mezinárodní letiště Fort Lauderdale-Hollywood
Mezinárodní letiště Fort Lauderdale-Hollywood (IATA: FLL, ICAO: KFLL) je mezinárodní veřejné letiště, nacházející se 5 km jihozápadně od centra floridského města Fort Lauderdale ve Spojených státech amerických. Leží v blízkosti města Hollywood, 33,7 km severně od Miami.

## Historie

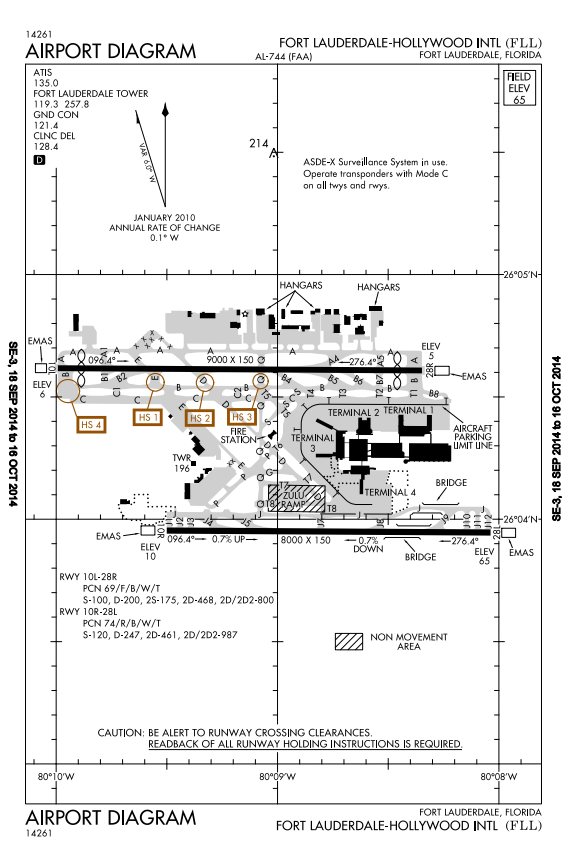
Mapa letiště

Letiště vzniklo 1. května 1929 pod názvem Merle Fogg Airport na místě původního golfového hřiště. Během druhé světové války zde byla zřízena námořní letecká stanice. Dne 1. října 1946 byla stanice uzavřena a přestavěna na mezinárodní letiště Boward County. Postupně začaly z letiště zřizovat lety domácí společnosti Eastern Airlines, National Airlines nebo Northeast Airlines, mezinárodní lety zařizovaly mj. také bahamské aerolinie se svou linkou do Nassau.
Během letní sezóny 2005 bylo letiště zasaženo hurikány Katrina a Wilma a muselo být na 5 dní uzavřeno.

## Charakter letiště

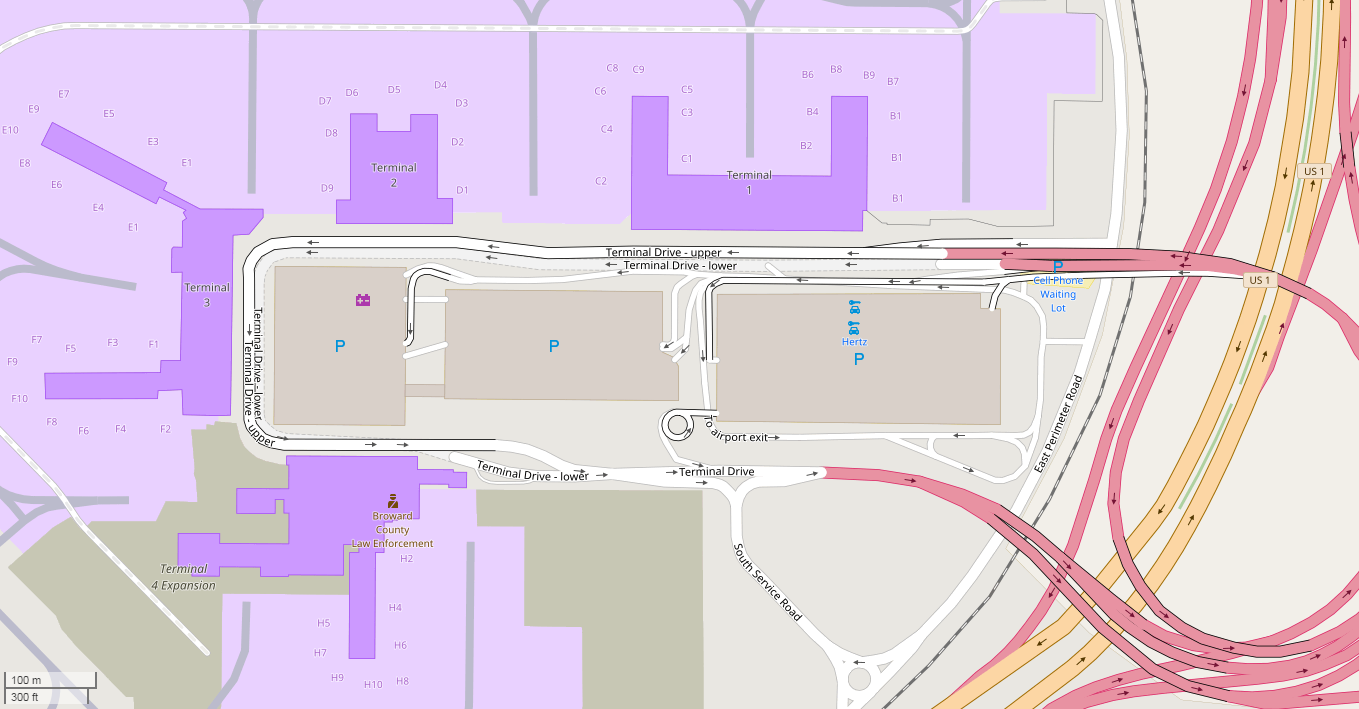

V roce 2009 prošlo letištěm 21 060 144 cestujících, z toho přes 3 miliony zahraničních a celkem bylo zaznamenáno 270 663 vzletů a přistání. Řadí se mezi 50 nejvytíženějších na světě a postupně se díky mnoha nízkonákladovým leteckým společnostem stává nejvytíženějším na Floridě.
Jsou zde čtyři terminály, které nabízí bezplatné bezdrátové připojení připojení Wi-Fi.
Letiště je zachyceno v mnoha filmech, nejznámější je film Pomsta pitomců II: Pitomci v ráji z roku 1987.
Letadla jsou naváděna na tři vzletové a přistávací dráhy.

## Aerolinie a destinace
(Aktualizováno 14. dubna 2024)
| Letecká společnost   | Destinace                      | Destinace |
| -------------------- | ------------------------------ | --- |
| Air Canada           | Kanada                         | Montréal · Québec (od 28. října 2024) · Toronto \| sezónně: Ottawa |
| Air Transat          | Kanada                         | Montréal · Québec \| sezónně: Halifax |
| Alaska Airlines      | USA                            | Seattle \| sezónně: Los Angeles · Portland · San Diego · San Francisco |
| Allegiant Air        | USA                            | Akron · Allentown · Appleton · Asheville · Belleville · Bentonville · Concord · Cincinnati · Columbus-Rickenbacker · Greenville · Indianapolis · Knoxville · Lexington · Louisville · Memphis · Middletown · Norfolk · Peoria · Plattsburgh · Sioux Falls · Syracuse · Traverse City \| sezónně: Bangor · Cedar Rapids · Des Moines · Flint · Grand Rapids · Nashville |
| American Airlines    | USA                            | Dallas/Fort Worth · Filadelfie · Charlotte · Washington-National \| sezónně: Chicago |
| Avelo Airlines       | USA                            | New Haven · Wilmington (Delaware) · Wilmington (Severní Karolína) |
| Avianca              | Kolumbie                       | Bogotá |
| Azul                 | Brazílie                       | Belém · Belo Horizonte · Campinas · Manaus · Recife |
| Bahamasair           | Bahamy                         | George Town · Freeport · Nassau |
| Bermudair            | Bermudy                        | Bermudy |
| Carribean Airlines   | Trinidad a Tobago              | Port of Spain |
| Copa Airlines        | Panama                         | Panama City |
| Delta                | USA                            | Atlanta · Boston · Cincinnati · Detroit · Los Angeles · Minneapolis/St. Paul · New York–JFK · New York-LaGuardia · Raleigh/Durham · Salt Lake City · Seattle |
| El Al                | Izrael                         | Tel Aviv |
| Flair Airlines       | Kanada                         | Toronto \| sezónně: Kitchener · Montréal · Ottawa |
| Frontier Airlines    | Portoriko                      | San Juan (od 1. června 2024) |
| Frontier Airlines    | USA                            | Atlanta · Cincinnati · Cleveland · Filadelfie · Islip \| sezónně: Trenton |
| JetBlue              | Bahamy                         | Nassau |
| JetBlue              | Dominikánská republika         | Punta Cana · Santo Domingo |
| JetBlue              | Ekvádor                        | Guayaquil · Quito (do 13. června 2024) |
| JetBlue              | Haiti                          | Port-au-Prince |
| JetBlue              | Jamajka                        | Kingston · Montego Bay |
| JetBlue              | Kolumbie                       | Bogotá (do 13. června 2024) · Medellín |
| JetBlue              | Kostarika                      | San José |
| JetBlue              | Mexiko                         | Cancún |
| JetBlue              | Peru                           | Lima (do 13. června 2024) |
| JetBlue              | Portoriko                      | Aguadilla · San Juan |
| JetBlue              | USA                            | Albany · Atlanta (do 13. června 2024) · Austin (do 13. června 2024) · Boston · Buffalo · Hartford · Charleston · Jacksonville · Las Vegas · Los Angeles · Nashville (do 13. června 2024) · New Orleans (do 13. června 2024) · New York–JFK · New York-LaGuardia · New York-Newark · Providence · Raleigh/Durham · Richmond · Salt Lake City (do 13. června 2024) · San Diego · San Francisco · Tallahassee · Washington-National · Westchester County · Worcester \| sezónně: Hayden |
| Porter Airlines      | Kanada                         | Toronto \| sezónně: Ottawa |
| Silver Airways       | Bahamy                         | Bimini · Freeport · George Town · Governor's Harbour · Marsh Harbour · North Eleuthera |
| Silver Airways       | Turks a Caicos                 | Providenciales |
| Silver Airways       | USA                            | Gainesville · Key West · Orlando · Tallahassee · Tampa |
| Southwest Airlines   | Bahamy                         | Nassau |
| Southwest Airlines   | Dominikánská republika         | Punta Cana |
| Southwest Airlines   | Jamajka                        | Montego Bay |
| Southwest Airlines   | Kajmanské ostrovy              | Grand Cayman |
| Southwest Airlines   | Kuba                           | Havana |
| Southwest Airlines   | Mexiko                         | Cancún (do 3. června 2024) |
| Southwest Airlines   | Portoriko                      | San Juan |
| Southwest Airlines   | Turks a Caicos                 | Providenciales |
| Southwest Airlines   | USA                            | Atlanta · Austin · Baltimore · Cincinnati · Columbus · Dallas-Love · Denver · Houston-Hobby · Chicago · Chicago-Midway · Indianapolis · Kansas City · Milwaukee · Nashville · New Orleans · Orlando · Pittsburgh · Raleigh/Durham · Saint Louis · San Antonio · Tampa · Washington-National \| sezónně: Albany · Buffalo · Filadelfie · Hartford · Las Vegas · Louisville · Minneapolis/St. Paul · Omaha · Phoenix · Providence                                                      |
| Spirit Airlines      | Americké Panenské ostrovy      | Saint Croix · Saint Thomas |
| Spirit Airlines      | Aruba                          | Aruba |
| Spirit Airlines      | Dominikánská republika         | Punta Cana · Santiago · Santo Domingo |
| Spirit Airlines      | Ekvádor                        | Guayaquil |
| Spirit Airlines      | Guatemala                      | Ciudad de Guatemala |
| Spirit Airlines      | Haiti                          | Cap Haïtien · Port-au-Prince |
| Spirit Airlines      | Honduras                       | Comayagua · San Pedro Sula |
| Spirit Airlines      | Jamajka                        | Kingston · Montego Bay |
| Spirit Airlines      | Kolumbie                       | Armenia · Barranquilla · Bogotá · Cali · Cartagena · Medellín |
| Spirit Airlines      | Kostarika                      | San José |
| Spirit Airlines      | Mexiko                         | Cancún |
| Spirit Airlines      | Nikaragua                      | Managua |
| Spirit Airlines      | Portoriko                      | San Juan |
| Spirit Airlines      | Salvador                       | San Salvador |
| Spirit Airlines      | Svatý Martin (nizozemská část) | Sint Maarten |
| Spirit Airlines      | USA                            | Atlanta · Atlantic City · Austin · Baltimore · Boston · Cleveland · Columbus · Dallas/Fort Worth · Detroit · Filadelfie · Hartford · Houston · Charleston · Charlotte · Chicago · Indianapolis · Las Vegas · Los Angeles · Louisville · Myrtle Beach · Nashville · New Orleans · New York-LaGuardia · New York-Newark · Norfolk · Orlando · Pensacola · Phoenix · Pittsburgh · Raleigh/Durham · Richmond · San Antonio · Tampa \| sezónně: Kansas City · Saint Louis                 |
| Sun Country Airlines | USA                            | Sezónně: Minneapolis/St. Paul |
| United Airlines      | USA                            | Cleveland · Denver · Houston · Chicago · New York-Newark · San Francisco · Washington-Dulles |
| WestJet              | Kanada                         | Toronto |

Letiště Fort Lauderdale-Hollywood dále využívá řada cargo dopravců (např. ABX Air, FedEx, UPS Airlines aj.) a je také oblíbenou charterovou destinací (mj. sem také v letech 2007–2010 létaly ČSA České aerolinie).